# Quiscale à longue queue
Quiscalus mexicanus
Espèce
Répartition géographique
Statut de conservation UICN

 LC  : Préoccupation mineure
Le Quiscale à longue queue (Quiscalus mexicanus) est une espèce de passereau appartenant à la famille des Icteridae.

## Description
Cet oiseau se caractérise par une longue queue, un bec fort, pointu, long et noirâtre, des pattes foncées avec des doigts longs et forts. Il présente un très net dimorphisme sexuel puisque le mâle est noir avec des reflets violets sur la tête, le dos et les parties inférieures tandis que la femelle est dans l'ensemble brune dessus, chamois sur la poitrine et brun grisâtre sur l'abdomen avec moins de reflets. Elle est également plus petite (envergure moyenne de 48 cm et masse de 115 g contre 58 cm et 265 g).
Les adultes ont les yeux jaunes.
Le juvénile ressemble à la femelle mais il présente un plumage presque sans reflet, une poitrine striée et des yeux sombres.

## Répartition
Le Quiscale à longue queue peuplait l'Amérique centrale (Costa Rica...) et l'extrême nord de l'Amérique du Sud. Il a étendu son aire de répartition vers le nord jusqu'aux États-Unis et au Canada.

## Alimentation
Cet oiseau consomme des insectes et divers invertébrés, mais aussi des têtards, des lézards, des petits poissons, des fruits et des graines. Occasionnellement, il détruit les couvées (œufs et poussins).

## Galerie

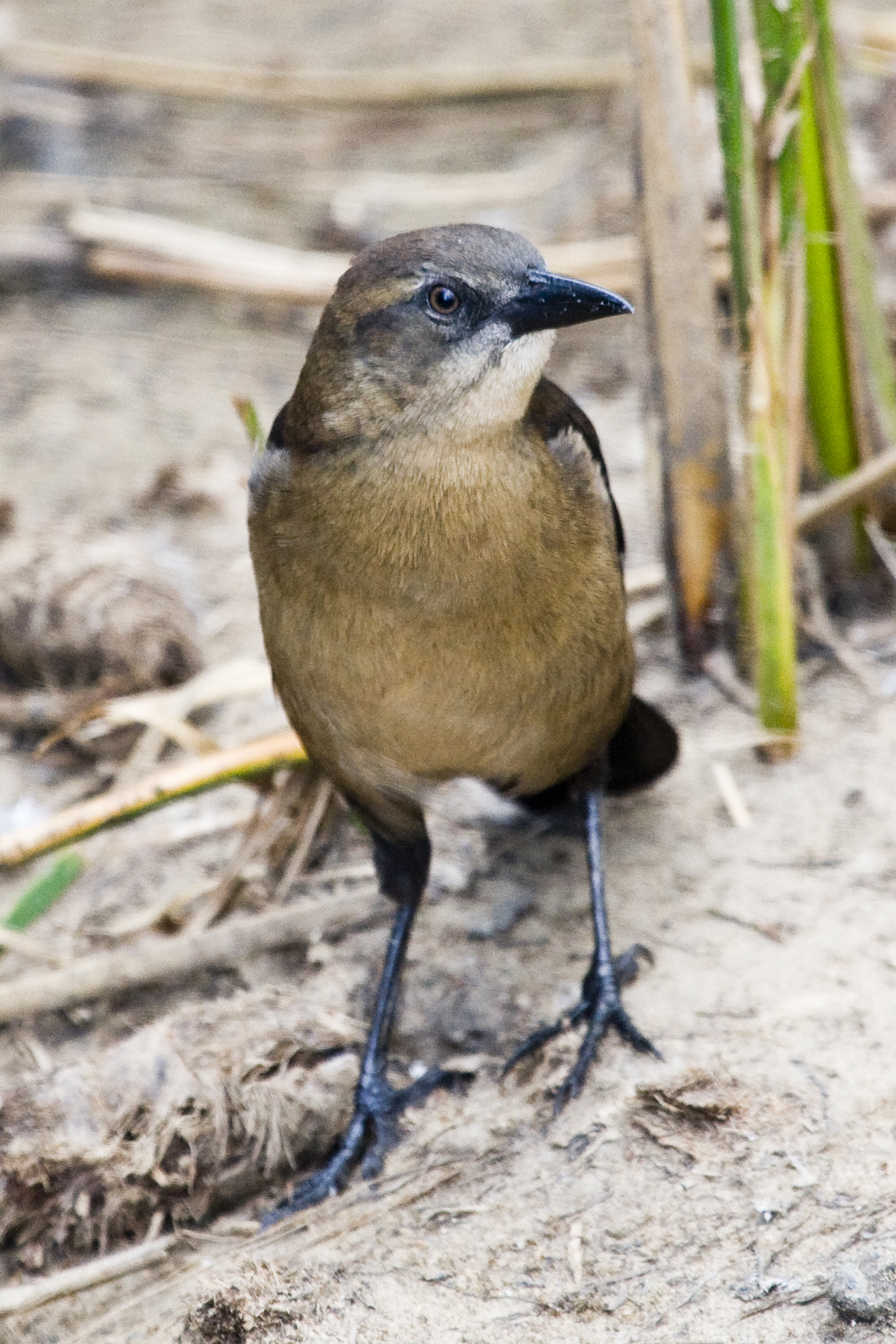
Femelle